# Europapokal der Landesmeister (Handball) 1979/80
Am Europapokal der Landesmeister 1979/80 nahmen 23 Handball-Vereinsmannschaften aus 22 Ländern teil. Diese qualifizierten sich in der vorangegangenen Saison in ihren Heimatländern für den Europapokal. Bei der 20. Austragung des Wettbewerbes verteidigte der TV Großwallstadt seinen Titel aus dem Vorjahr erfolgreich. Mannschaften aus Polen, Rumänien, der Sowjetunion und der DDR nahmen am Wettbewerb, auf Grund der Olympischen Spiele 1980 in Moskau nicht teil.

## Vorrunde
|                      | Gesamt  |                        | Hinspiel | Rückspiel |
| -------------------- | ------- | ---------------------- | -------- | --------- |
| BK-46 Karis          | 43:49   | Oppsal IF Oslo         | 26:24    | 17:25     |
| HV Sittardia Sittard | 49:36   | CS Fola Esch           | 24:15    | 25:21     |
| ZSKA Sofia           | 37:34   | ASKÖ Linz              | 23:15    | 14:19     |
| Sporting Lissabon    | 42:46   | Grasshoppers Zürich    | 23:23    | 19:23     |
| Brentwood '72 HC     | [ V 1 ] | Kyndil Tórshavn        |          |           |
| Pallamano Triest     | 50:40   | Hapoel Rehovot         | 22:20    | 28:20     |
| TuS Hofweier         | 52:33   | Klub Mechelen Handball | 31:12    | 21:21     |

1. ↑  Brentwood '72 HC kam kampflos weiter

TV Großwallstadt, Partizan Bjelovar, ASVS Dukla Prag, Bányász Tatabánya, Fredericia KFUM, Atlético Madrid, Stella Sports St. Maur, HK Drott und Valur Reykjavík hatten ein Freilos und stiegen damit direkt in das Achtelfinale ein.

## Achtelfinale
|                   | Gesamt |                        | Hinspiel | Rückspiel |
| ----------------- | ------ | ---------------------- | -------- | --------- |
| TV Großwallstadt  | 48:30  | Pallamano Triest       | 30:14    | 18:16     |
| Partizan Bjelovar | 44:40  | Oppsal IF Oslo         | 27:23    | 17:17     |
| ASVS Dukla Prag   | 56:38  | HV Sittardia Sittard   | 32:20    | 24:18     |
| Bányász Tatabánya | 35:33  | TuS Hofweier           | 19:14    | 16:19     |
| ZSKA Sofia        | 38:55  | Fredericia KFUM        | 19:26    | 19:29     |
| Atlético Madrid   | 49:33  | Stella Sports St. Maur | 28:16    | 21:17     |
| HK Drott          | 54:45  | Grasshoppers Zürich    | 29:21    | 25:24     |
| Brentwood '72 HC  | 35:70  | Valur Reykjavík        | 19:32    | 16:38     |

## Viertelfinale
|                   | Gesamt |                   | Hinspiel | Rückspiel |
| ----------------- | ------ | ----------------- | -------- | --------- |
| Partizan Bjelovar | 31:33  | TV Großwallstadt  | 14:12    | 17:21     |
| ASVS Dukla Prag   | 41:40  | Bányász Tatabánya | 23:21    | 18:19     |
| Fredericia KFUM   | 34:36  | Atlético Madrid   | 17:17    | 17:19     |
| HK Drott          | 34:35  | Valur Reykjavík   | 18:17    | 16:18     |

## Halbfinale
|                 | Gesamt |                  | Hinspiel | Rückspiel |
| --------------- | ------ | ---------------- | -------- | --------- |
| ASVS Dukla Prag | 32:34  | TV Großwallstadt | 18:17    | 14:17     |
| Atlético Madrid | 39:39  | Valur Reykjavík  | 24:21    | 15:18     |

1. ↑  Valur Reykjavík qualifizierte sich aufgrund der Auswärtstorregel für das Finale.

## Finale
Das Finale wurde in einem Spiel am 29. April 1980 in der Olympiahalle München ausgetragen.
|                  | Gesamt |                 | Hinspiel | Rückspiel |
| ---------------- | ------ | --------------- | -------- | --------- |
| TV Großwallstadt | 21:12  | Valur Reykjavík | 21:12    | [ F 1 ]   |

1. ↑  Valur Reykjavík verzichtete schon im Vorfeld auf ein Rückspiel.

| TV Großwallstadt | TV Großwallstadt | Valur Reykjavík | Valur Reykjavík      |
| | Finale Samstag, 29. März 1980 in München (Olympiahalle) Ergebnis: 21:12 (9:4) Zuschauer: 9.300 Schiedsrichter: Carl-Olov Nilsson, Lars-Erik Jersmyr ( Schweden)                                                                         | Finale Samstag, 29. März 1980 in München (Olympiahalle) Ergebnis: 21:12 (9:4) Zuschauer: 9.300 Schiedsrichter: Carl-Olov Nilsson, Lars-Erik Jersmyr ( Schweden) | Flagge nicht bekannt |
| Manfred Hofmann, Michael Dierauf – Kurt Klühspies , Peter Meisinger, Manfred Freisler, Udo Klenk, Claus Hormel, Thomas Sinsel, Peter Fischer, Ulrich Gnau, Volker Lang, Wolfgang Dümig Trainer: Rüdiger-Felix Schmacke | Brynjar Kvaran, Ólafur Benediktsson – B. Hardarson, B. Björnsson, Bjarni Guðmundsson, Sigurður Gunnarsson, Stefán Gunnarsson, Þorbjörn Jensson, J. H. Karlsson, T. Guðmundsson, G. Ludviksson, S. Halldorsson Trainer: Hilmar Björnsson | | Flagge nicht bekannt |
| Klühspies (4) Meisinger (4) Freisler (4) Hormel (2) Fischer (2) Dümig (2) Sinsel (1) Gnau (1) Lang (1) | T. Guðmundsson (5) B. Björnsson (2) S. Halldorsson (2) B. Hardarson (1) B. Guðmundsson (1) St. Gunnarsson (1) | | Flagge nicht bekannt |